# Keana Lyn Bastidas

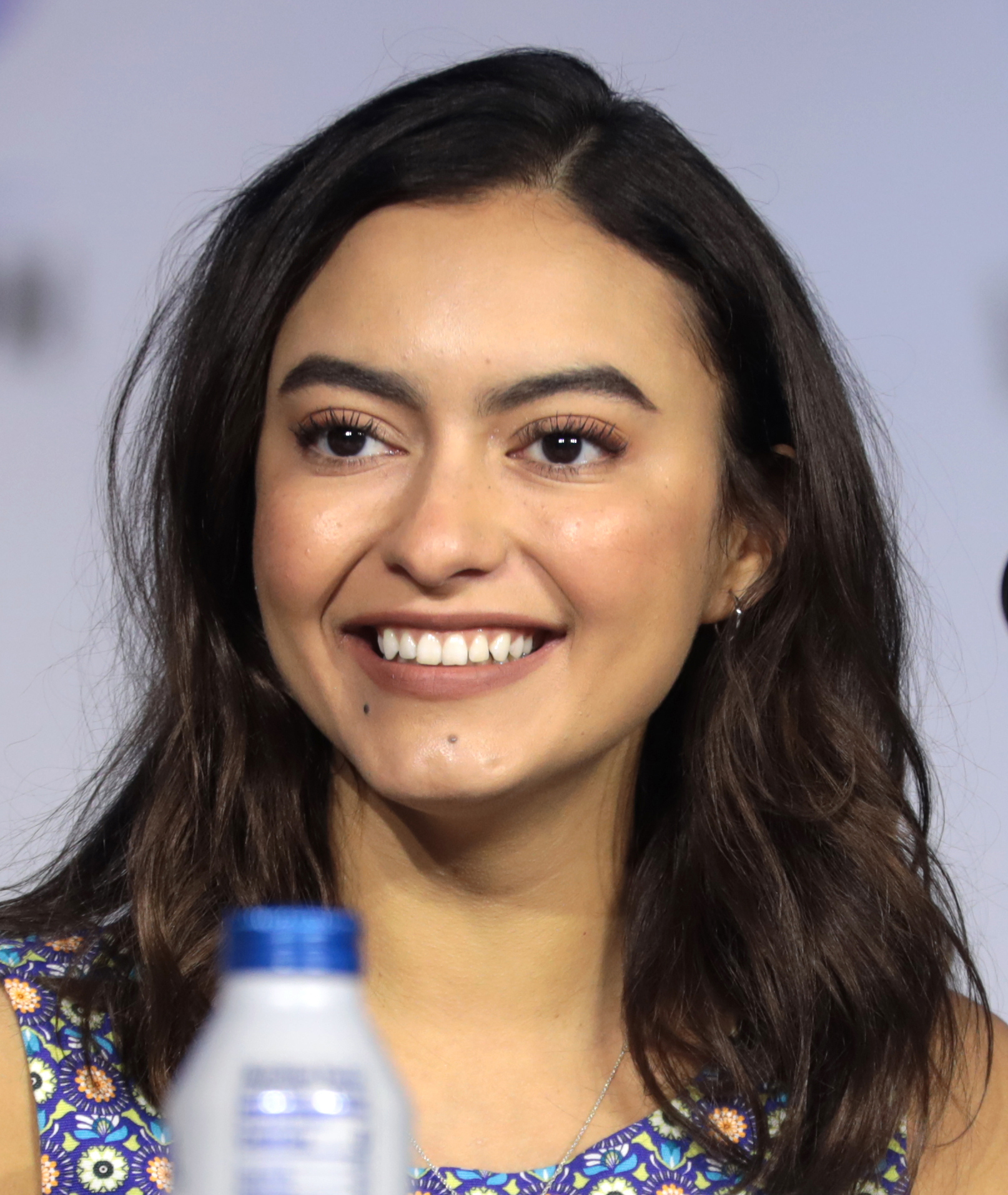
Keana Lyn Bastidas (2022)

Keana Lyn Bastidas, auch Keana Bastidas und Keana Lyn, (* 18. März 1998 in Toronto) ist eine kanadische Schauspielerin.

## Leben
Keana Lyn Bastidas hatte in der 2004 veröffentlichten Filmkomödie Superbabies: Baby Geniuses 2 gemeinsam mit ihrer Zwillingsschwester Maia Jae Bastidas, die ebenfalls Schauspielerin wurde, einen ersten Filmauftritt als Rosita.
2010 war sie in der Kinderserie Dino Dan als Jordan zu sehen, für deren Darstellung erhielt sie eine Nominierung für den Young Artist Awards 2011 in der Kategorie Beste wiederkehrende Schauspielerin in einer Fernsehserie. In der HBO-Serie The Yard übernahm sie die Rolle der Suzi, im Rahmen des Canadian Screen Awards 2013 wurde sie dafür in der Kategorie Beste Nebendarstellerin in einer Comedyserie oder einem Comedyspecial nominiert. Danach folgten einige Episodenrollen in Serien wie Hemlock Grove, Backstage, Good Witch, Designated Survivor, Titans und The Boys.
Von 2020 bis 2023 gehörte sie in der Jugend-Mystery-Serie The Hardy Boys als Callie Shaw zur Hauptbesetzung. 2021 war sie im Historienfilm The Family von Dan Slater als Mary zu sehen. Im Spielfilm Friday Night Sext Scandal (2024) von Lifetime Television hatte sie als Lauren eine Hauptrolle.
In den deutschsprachigen Fassungen wurde sie unter anderem von Marcia von Rebay in The Hardy Boys, von Giovanna Winterfeldt in Einfach unheimlich, von Liza Simmerlein in Designated Survivor, von Daniela Molina in Good Witch  sowie von Katharina Ritter in Dino Dan synchronisiert.

## Filmografie (Auswahl)
- 2004: Superbabies: Baby Geniuses 2
- 2005: Mayday – Alarm im Cockpit – Crash am Mount San Jose	(Fernsehserie)
- 2010: Dino Dan (Fernsehserie)
- 2011: The Yard (Fernsehserie)
- 2013: Dino Dan: Trek's Adventures – Pterasaur Picnic/Sabre Tooth Doug (Fernsehserie)
- 2015: Hemlock Grove – Boy in the Box (Fernsehserie)
- 2016: Backstage – The Understudy (Fernsehserie)
- 2016–2017: Annedroids (Fernsehserie, zwei Episoden)
- 2017: Good Witch – In Gesundheit und Krankheit	 (Fernsehserie)
- 2018: Einfach unheimlich – Nebenvorstellung (Creeped Out, Fernsehserie, zwei Episoden)
- 2018: Letztendlich sind wir dem Universum egal (Every Day)
- 2019: Wayne – Chapter Five: Del (Fernsehserie)
- 2019: Designated Survivor – #whocares (Fernsehserie)
- 2019: It's Nothing (Kurzfilm)
- 2019: Men at War (Kurzfilm)
- 2019: Titans – Faux-Hawk (Fernsehserie)
- 2019: V-Wars – The Night Is Darkening Round Me (Fernsehserie)
- 2020: The Boys – Proper Preparation and Planning (Fernsehserie)
- 2020: Butcher: A Kurzfilm Film (Kurzfilm)
- 2020: Wildflower (Kurzfilm)
- 2020: The Bench (Kurzfilm)
- 2021: The Family
- 2022: It's Nothing (Kurzfilm)
- 2022: Wayne (Kurzfilm)
- 2020–2023: The Hardy Boys (Fernsehserie)
- 2024: Friday Night Sext Scandal
- 2024: Festival of the Living Dead